# Jos Claessens (politicus)
Jos Claessens (Neerharen, 7 februari 1951) is een Belgisch Open Vld-politicus.
Claessens studeerde aan de Katholieke Universiteit Leuven en werd er in 1977 doctor genees-, heel- en verloskunde. Naast zijn praktijk als geneesheer werd hij politiek actief in de gemeente Bocholt en in de Belgische provincie Limburg.

## Gemeente en provincie
In Bocholt werd hij gemeenteraadslid en was fractieleider van 1989 tot 2003. In 2007 werd hij schepen en bleef in functie tot eind 2010, om vervolgens burgemeester van Bocholt te worden. Sinds 2013 vormde hij er met zijn plaatselijke partij Nieuwe Unie een coalitie met Via (Visie, inspraak, actie), samen hadden ze een meerderheid van 15 van de 23 zetels. In januari 2019 verzeilde zijn partij in de oppositie nadat een voorakkoord door Via werd verbroken en voor een coalitie koos met N-VA en Samen. 
In de provincie Limburg werd hij achtereenvolgens provincieraadslid (1991-2012), fractieleider (1994-1999), gedeputeerde (2003-2006) en voorzitter van de provincieraad (1999-2003, 2006-2012).